# Margaret Leahy
Margaret Leahy, née à Londres le 17 août 1902 et morte à Los Angeles le 17 février 1967, fut une actrice britannique du cinéma muet. Après avoir gagné un concours de beauté, Margaret Leahy ne fit qu'un film.

## Biographie
Née à Londres, Margaret Leahy commença à faire des films grâce à l'actrice Norma Talmadge, qui prétendait que Margaret était la femme "la plus ravissante d'Angleterre". S'il avait été dit pour sa publicité qu'elle avait tourné dans des films anglais et français en Europe, cela se révéla inexact, essentiellement quand le réalisateur Frank Lloyd la retira de la distribution de À l'abri des lois, la prétendant incapable d'être une actrice.
Margaret Leahy fut l'une des 13 WAMPAS Baby Stars de 1923, certainement grâce à l'intervention du producteur Joseph M. Schenck, mari de Norma Talmadge, qui lui avait fait signer un contrat de trois ans. À la suite de cela, Joseph Schenck la conseilla à son beau-frère Buster Keaton pour qu'elle apparaisse dans sa prochaine comédie.
Le seul film de Margaret Leahy, Les Trois Âges (1923), réalisé par Buster Keaton, ne fit rien pour améliorer sa carrière déjà vacillante : on ne prêta pas attention à son rôle, et elle ne tourna plus jamais. Elle s'établit en Californie et devint décoratrice d'intérieur.
Margaret Leahy mourut probablement d'un suicide en 1964.